# Kanta-Loimaan-Kirche

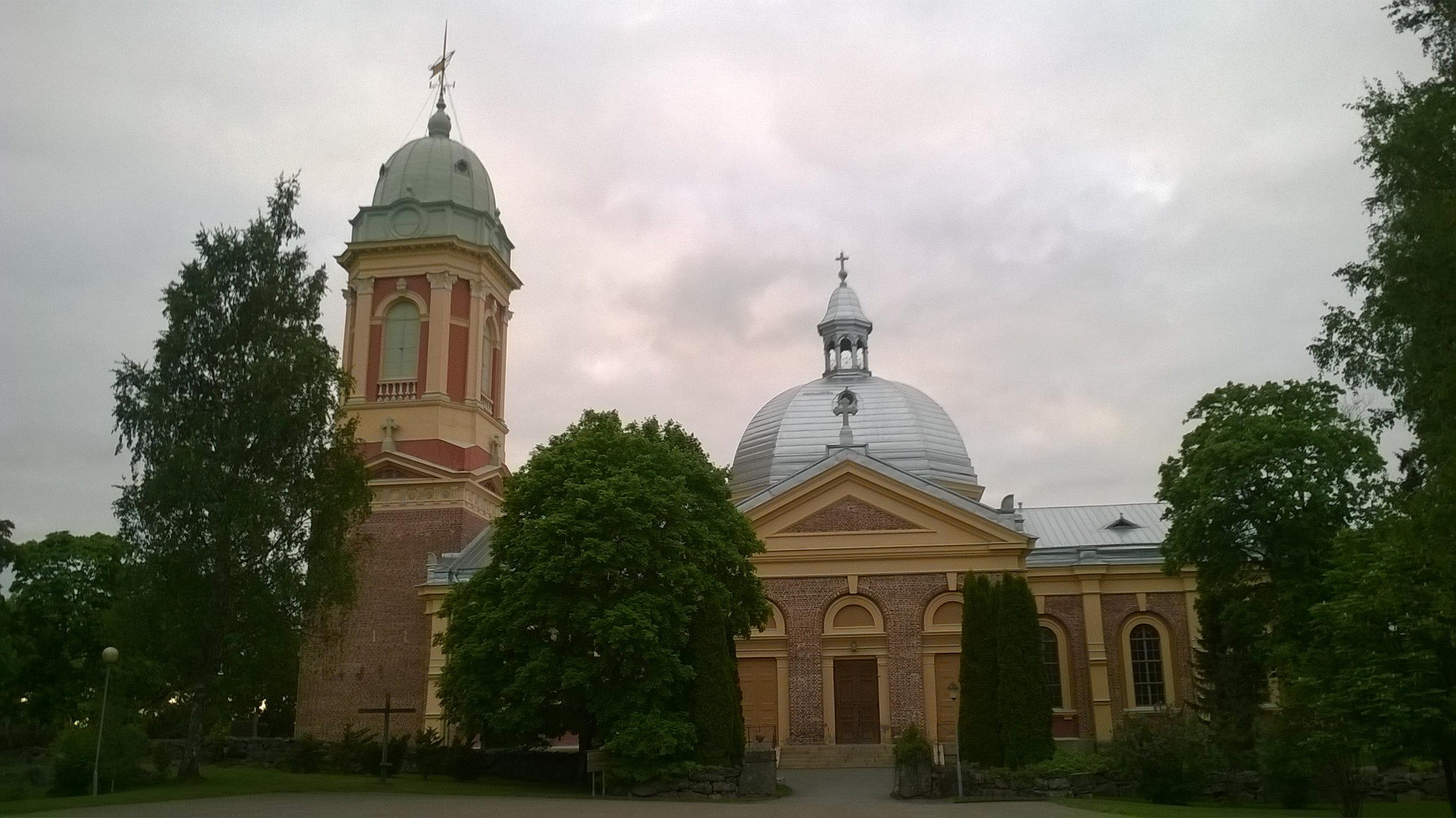
Kanta-Loimaan-Kirche

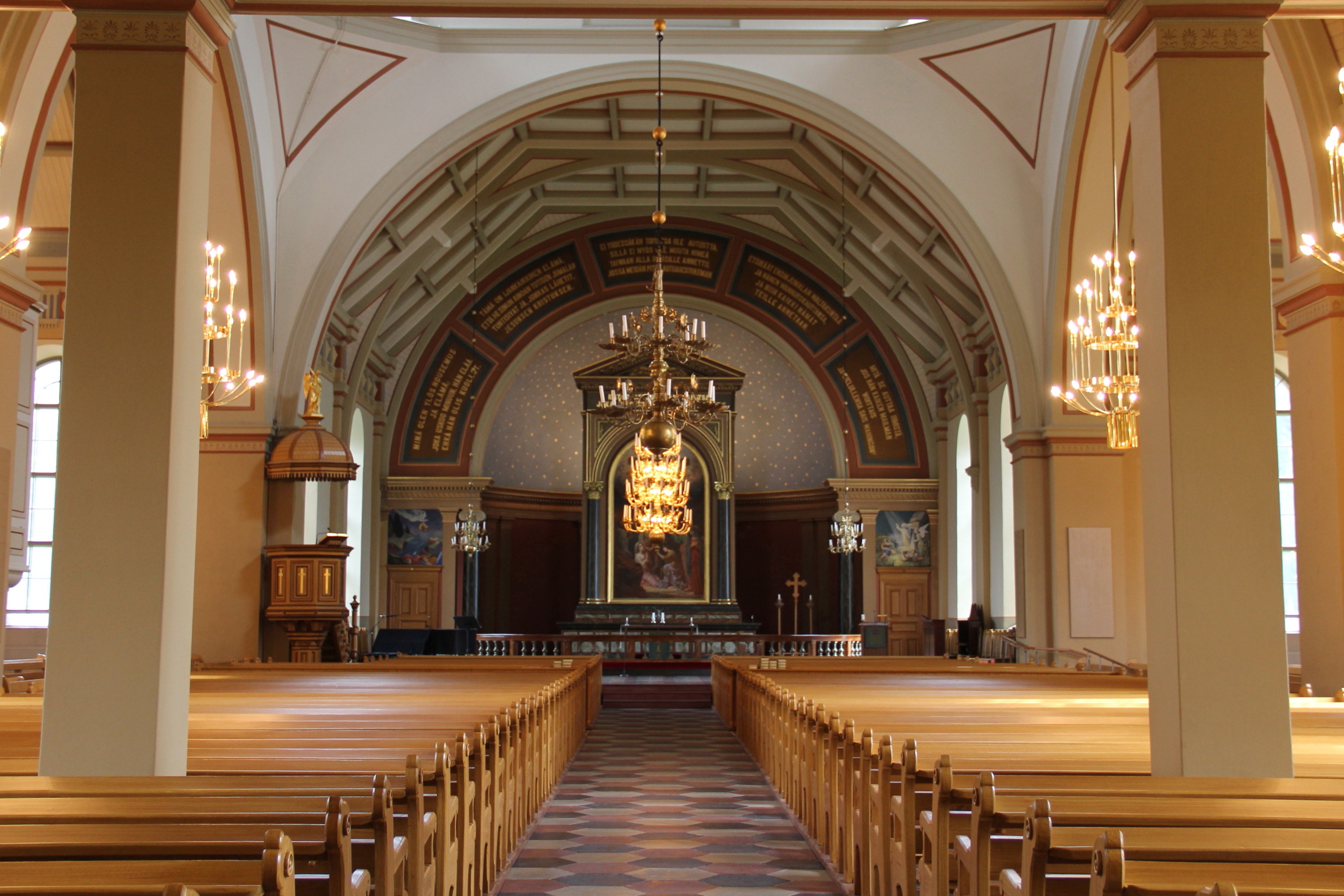
Innenraum

Die Kanta-Loimaan-Kirche (finnisch Kanta-Loimaan kirkko, schwedisch Egentliga Loimaa kyrka) ist eine Kirche in der finnischen Stadt Loimaa. Sie liegt im Siedlungszentrum Hirvikoski nordwestlich des Stadtzentrums und war ehemals  Pfarrkirche der Gemeinde Loimaa, welche auf das historische Kirchspiel Loimaa zurückgeht und ursprünglich die Stadt Loimaa umfasste.
Die Kirche wurde im Jahr 1837 erbaut. Ursprünglich wurde die Kirche von Charles Bassi entworfen, aber der Bau verzögerte sich und die Änderungen wurden von Carl Ludwig Engel durchgeführt. Die Kirche wurde 1888 durch einen Brand zerstört und 1892 von Josef Stenbäck nach Bassis Plänen neu aufgebaut.